# Hassiba Amrouche
Hassiba Amrouche (en árabe: حسيبة عمروش‎‎; (1954, Casba de Argel) es una cantautora argelina de música cabileña. Cantantes jóvenes como Rym Hakiki, que cultiva la música gharnati, la tienen en una gran estima profesional.

## Biografía
Hassiba Amrouche nació en 1954 en la Casba de Argel, en el seno de una familia originaria de Beni Ourtilane (Sétif). Tenía seis años e iba a la escuela cuando sus amigos prometieron darle una tunda si no les cantaba una canción. Hassiba se sabía de memoria el repertorio de Abdel Halim Hafez, y cantó excelentemente. También de niña, se convirtió en la protagonista de las ceremonias familiares, pero su padre no quería ni oír hablar de que su hija pudiera subir al escenario, y no fue hasta la muerte de él cuando Hassiba decidió probar suerte en las tablas.
El año 1979 apareció en el programa Alhane wa Chabab, donde interpretó brillantemente "Fi youm wa lila" ("En un día y una noche") de Warda al-Jazairia y obtuvo el primer premio del espectáculo. Sin realmente emerger. sin embargo, ella fue contactada por el maesto Abdelwahab Salim que la involucró en una opereta para la conmemoración del "noviembre de 1954" junto a Yousfi Tewfik Lamari. etc., Ley 'aad' '(Si regresa).
Una hermosa composición de Noubli Fadel supuso un punto de inflexión en su carrera. Era su única canción grabada para televisión, a principios del año 1980, en un estudio en El Biar, pero nunca fue transmitida porque ningún editor la quería. Su canción Addhoumouhou (Lo presiono contra mí), oriental y con el mismo talento de Fadhel, tuvo un gran impacto. La cantante recibió mucho correo después de su aparición en las ondas.
Después del despido de Noubli, Hassiba fue a enriquecer su acervo musical con las experiencias europeas y el cantar en clubes de París y Londres le permitió refinar su técnica vocal. Tras un silencio que se prolongaría varios años, resurgió en 1991 con un género más ligero. La canción "Houa farhi ou saâdi" ("Es mi alegría y mi felicidad"), donde colabora el letrista Mohamed Angar, es un éxito. Este es su primer álbum. Tras cuatro meses de problemas, el editor Amar Boucherit, más conocido bajo el nombre de Amar DDA, refiriéndose al nombre del material, accede a aprobarlo. Dos meses después, es un boom. Con Angar Hassiba grabará al menos otras cinco cintas desde 1989, incluyendo El Hout Fel Bhar, Salamate y Baroudia.
Cediendo a su audiencia. ella produjo en septiembre de 1995, en la grabadora Video-Loisirs de Said Dadouche, en colaboración con Kamal Hamadi, Nbgha n zhou (queremos desahogarnos).
En 2017, con su presencia y actuaciones en la 13.ª Edición del Festival Árabe de Djemila, se reitera el amor de su público hacia la artista.

## Discografía[4][5]
1. Said el Arbi
2. Ayimaaradhen
3. Aya ghrib
4. Echjour Yethouzou
5. Yousser Adirouh
6. Ezzine lakbayel
7. Ellaawatna
8. Sniwa difedjalen
9. Si arth wartilan
10. Cheikh Mohamed Oul
11. Avehri
12. Al ward lferess
13. Mabrouk laares
14. A laamar
15. Anzour El wali
16. Sers Iwalnikh
17. Aya zarzour
18. Enaqous
19. Alqad Oughanim
20. Avrid Waqbou